# Варшавская православная духовная семинария
Варшавская православная духовная семинария (пол. Prawosławne Seminarium Duchowne w Warszawie) — семинария, готовящая кадры священнослужителей для Польской православной церкви. Расположена в Варшаве.

## История
С 1914 по 1940 год в Польше действовали две духовные семинарии — Кременецкая и Виленская духовная семинария, а также действовали Православный богословский факультет Варшавского университета и Православный богословский лицей в Варшаве. Во время второй мировой войны работали только духовная семинария в Варшаве и Хелме (Холме) (1942—1944).
После войны митрополит Дионисий (Валединский) ходатайствовал перед различными ведомствами, главой правительства, разрешить деятельность богословских школ, но положительных решений не последовало. Была попытка митрополита Дионисия организовать частный факультет православного богословия при митрополичьем соборе в Варшаве, однако, в связи с арестом 25 февраля 1948 года и последующим интернированием митрополита, проект не осуществился. Временно возглавившему Польскую церковь архиепископу Белостокскому и Бельскому Тимофею (Шрёттеру) удалось добиться открытия 20 марта 1951 года Православного богословского лицея в Варшаве.
1 сентября 1951 года новоизбранный митрополит Варшавский и всей Польши Макарий (Оксиюк) трансформировал лицей в духовную семинарию, увеличив срок обучения с 3 до 4 лет. В 1954 году был осуществлён первый выпуск семинарии. В конце 1960-х годов при духовной семинарии начал действовать филиал общеобразовательного лицея, чтобы выпускники семинарии (негосударственного учебного заведения) могли также получить аттестат о среднем образовании; при этом срок обучения был увеличен до 6 лет. Позднее 5-й и 6-й классы были переведены в Яблочинский мужской монастырь для создания там в 1975 году Высшей православной духовной семинарии.
В 1991 году Министерство национального образования приняло решение о закрытии филиала лицея при духовной семинарии в Варшаве. В связи с этим семинария из среднего была преобразована в высшее учебное заведение и с сентября 1992 года начала приём только абитуриентов, имеющих аттестат о среднем образовании. В том же году Высшая духовная семинария в Яблочинском монастыре была упразднена. В мае 1998 года Варшавская семинария получила право присваивать звание лиценциата православного богословия.
Срок обучения в семинарии составляет 3 года. В здании семинарии устроена домашняя церковь в честь Введения во храм Пресвятой Богородицы.

## Ректоры
- Александр Калинович (1951)
- протоиерей Серафим Железнякович (1951—1970)
- протоиерей Вячеслав Рафальский (1970—1974)
- Ростислав Козловский (1974—1977)
- Иоанн Сезонов (1977—1987)
- протоиерей Георгий Тофилюк (с 1987)